# Voye
Die Voye ist ein kleiner Fluss in Frankreich, der in den Regionen Auvergne-Rhône-Alpes und Bourgogne-Franche-Comté verläuft. Sie entspringt im nordöstlichen Gemeindegebiet von Chavannes-sur-Reyssouze, knapp an der Grenze zur Nachbargemeinde Vescours, bildet zunächst eine kleine Seenkette, entwässert generell nach Nordosten durch die Bresse-Ebene und mündet nach rund 17 Kilometern im Gemeindegebiet von La Chapelle-Thècle als linker Nebenfluss in die Sane-Vive. Auf ihrem Weg durchquert die Voye die Départements Ain und Saône-et-Loire.

## Orte am Fluss
(Reihenfolge in Fließrichtung)
- Montalibord, Gemeinde Vescours
- Locel, Gemeinde Vescours
- Grand Sonville, Gemeinde Saint-Trivier-de-Courtes
- Grand Colombier, Gemeinde Vernoux
- Chamissiat, Gemeinde Romenay
- Moulin Matty, Gemeinde Romenay
- Le Mathoran, Gemeinde La Chapelle-Thècle